# 伊莫州
伊莫州（英文：Imo State）是奈及利亞36州之一，首府奥韦里。人口4,927,563（2017年）。該州是1976年由东中央州拆分而來。伊莫州以東是阿比亚州，以西是三角洲州，以北是阿南布拉州，以南是河流州。
因整潔衛生，BBC 評為奈及利亞唯一有觀光價值的一州。